# Chrysotus dorli
Chrysotus dorli är en tvåvingeart som beskrevs av Negrobov 1980. Chrysotus dorli ingår i släktet Chrysotus och familjen styltflugor.
Artens utbredningsområde är Tadzjikistan. Inga underarter finns listade i Catalogue of Life.